# فیپا

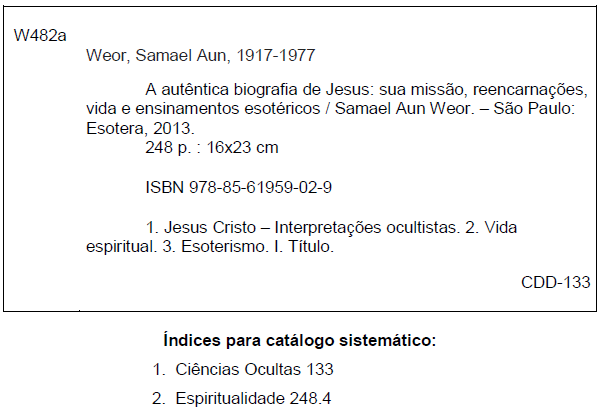
مثالی از یک فیپا

فیپا یک سرنام برای عبارت «فهرست‌نویسی پیش از انتشار» است. این اطلاعات، در پشتِ صفحهٔ عنوان کتاب چاپ می‌شود.
این اقدام اولین بار توسط دانشگاه تهران در سال ۱۳۴۳ در مورد انتشارات خود دانشگاه شروع شد. در حال حاضر این کار در ایران توسط اداره کل پردازش و سازماندهی سازمان اسناد و کتابخانه ملی انجام می‌شود.

## تاریخچه
تاریخچه فهرست‌نویسی پیش از انتشار در جهان:
این طرح به شکل غیررسمی در سال ۱۸۷۰ در آمریکا پیشنهاد شد و برای اولین مرتبه به‌طور رسمی توسط کتابخانه کنگره آمریکا در سال ۱۹۰۱ آغاز شد. در سال ۱۹۷۱ برای دومین مرتبه با روشی که برخاسته از طرح فهرست‌نویسی از مأخذ بود در کتابخانه کنگره آمریکا پی گرفته شد. پس از حدود ۳ سال ۶۵ درصد از کتابخانه‌های آمریکا دارای فهرست‌برگه پیش از انتشار شدند. در انگلستان پیشنهاد این طرح به سال ۱۸۷۶ بازمی‌گردد، اما اجرای رسمی آن به سال ۱۹۷۷ می‌رسد. در سال ۱۹۸۱ اعلام شد که ۹۰ درصد از کتابخانه‌های انگلستان از این طرح استفاده می‌کنند. در حال حاضر بسیاری از کشورهای جهان از این طرح استقبال کرده‌اند.

## در ایران
شکل ابتدایی و مختصر این طرح را در کتابهای چاپ سال ۱۳۴۶ به بعد دانشگاه تهران و ۱۳۴۹ به بعد خانقاه نعمت‌اللهی می‌توان دید. در سال ۱۳۷۱ کتابخانه ملی ایران این طرح را به‌طور آزمایشی با برخی از ناشران به اجرا گذاشت و پس از موفقیت نسبی پیشنهاد قانونی شدن آن، طی طرحی در اسفند ۱۳۷۴ از سوی کتابخانه ملی به هیئت دولت ارائه شد که تصویبنامه آن در تاریخ ۸/۱۲/۱۳۷۵ به کتابخانه ملی ابلاغ شد و مسئولیت اجرایی طرح بر عهده کتابخانه ملی نهاده شد. در مهر ۱۳۷۷ کتابخانه ملی با همکاری وزارت فرهنگ و ارشاد اسلامی اجرای طرح را به‌طور رسمی آغاز کرد. اکنون با همراهی و مساعدت ناشران عزیز بیش از ۹۰٪ از کتابهای منتشر شده در سطح کشور همراه با این اطلاعات منتشر می‌شوند. تخمین زده می‌شود که فقط سالانه بیش از یک میلیارد تومان صرفه جویی حاصل اجرای این طرح است.

## مشخصات فیپا
مجوز فیپا شامل اطلاعات جامع و کاملی در مورد کتاب است که برخی از مشخصات اصلی آن در زیر آورده شده‌است.
- عنوان کتاب: نام دقیق و کامل کتاب که بر روی جلد و صفحات داخلی ذکر می‌شود.
- نام نویسنده یا نویسندگان: اطلاعات دقیق مربوط به نویسنده یا نویسندگان کتاب.
- شابک (ISBN): شماره استاندارد بین‌المللی کتاب که یک کد ۱۳ رقمی است و برای هر کتاب منحصر به فرد است.
- سال و محل انتشار: اطلاعات مربوط به سال و مکانی که کتاب قرار است منتشر شود.
- تعداد صفحات و اندازه کتاب: تعداد صفحات نهایی و اندازه فیزیکی کتاب.
- زبان کتاب: زبان یا زبان‌هایی که کتاب به آن‌ها نوشته شده است.